# Liste der Nummer-eins-Hits in Kanada (1980)
Diese Liste enthält alle Nummer-eins-Hits in Kanada im Jahr 1980. Es gab in diesem Jahr 26 Nummer-eins-Singles.
| Singles | Alben |
| --- | ----- |
| - Styx – Babe - 6 Wochen (1. Dezember 1979 – 11. Januar 1980) - Rupert Holmes – Escape - 2 Wochen (12. Januar – 25. Januar) - Sugarhill Gang – Rapper’s Delight - 2 Wochen (26. Januar – 8. Februar) - Kenny Rogers – Coward of the County - 1 Woche (9. Februar – 15. Februar) - KC and the Sunshine Band – Please Don’t Go - 1 Woche (16. Februar – 22. Februar) - Queen – Crazy Little Thing Called Love - 2 Wochen (23. Februar – 7. März) - Kenny Rogers – Coward of the County (Re-Release) - 2 Wochen (8. März – 21. März) - Pink Floyd – Another Brick in the Wall - 6 Wochen (22. März – 2. Mai) - Blondie – Call Me - 3 Wochen (3. Mai – 23. Mai) - Kenny Rogers – Rock Lobster - 1 Woche (24. Mai – 30. Mai) - Blondie – Call Me (Re-Release) - 3 Wochen (31. Mai – 20. Juni) - Gary Numan – Cars - 2 Wochen (21. Juni – 4. Juli) - Paul McCartney – Coming Up - 1 Woche (5. Juli – 11. Juli) - Lipps, Inc. – Funkytown - 1 Woche (12. Juli – 18. Juli) - Elton John – Little Jeannie - 1 Woche (19. Juli – 25. Juli) - Billy Joel – It’s Still Rock and Roll to Me - 3 Wochen (26. Juli – 15. August) - Genesis – Misunderstanding - 1 Woche (16. August – 22. August) - The Rolling Stones – Emotional Rescue - 3 Wochen (23. August – 26. September) - Olivia Newton-John – Magic - 3 Wochen (27. September – 10. Oktober) - Christopher Cross – Sailing - 2 Wochen (11. Oktober – 24. Oktober) - Queen – Another One Bites the Dust - 4 Wochen (25. Oktober – 21. November) - Barbra Streisand – Woman in Love - 2 Wochen (22. November – 5. Dezember) - Supertramp – Dreamer - 2 Wochen (6. Dezember – 19. Dezember) - John Lennon – (Just Like) Starting Over - 7 Wochen (20. Dezember 1980 – 6. Februar 1981) |       |